# Inna Konstantinowna Kowalenko
Inna Konstantinowna Kowalenko (russisch Инна Константиновна Коваленко, englische Transkription: Inna Kovalenko, nach Heirat: Инна Тихомирова Inna Tichomirowa; * 27. September 1962) ist eine ehemalige sowjetische Tischtennisspielerin, die 1982 Europameisterin im Doppel wurde.

## Werdegang
Inna Kowalenko wuchs in Duschanbe auf. Bereits 1978 wurde sie für die Jugendeuropameisterschaften in Barcelona nominiert, wo sie auf Anhieb den Titel im Einzel und mit der sowjetischen Mädchenmannschaft gewann. 1982 wurde sie nationale sowjetische Meisterin im Einzel, Doppel und Mixed.
Im gleichen Jahr nahm sie an den Europameisterschaften in Budapest teil. Hier wurde sie Europameister im Doppel mit Fliura Bulatowa. 1984 scheiterte das Doppel im Viertelfinale. Bei der Weltmeisterschaft 1983 erreichte sie mit dem sowjetischen Team Platz vier.
In der ITTF-Weltrangliste wurde sie Mitte 1983 auf Platz 30 geführt. Nach 1984 trat sie international nur noch im Seniorenbereich in Erscheinung. Bei deren 14. Weltmeisterschaften 2008 in Rio de Janeiro gewann sie in der Altersgruppe der 40-49-Jährigen den Weltmeistertitel.

## Turnierergebnisse
| Verband | Veranstaltung                         | Jahr | Ort        | Land | Einzel     | Doppel        | Mixed     | Team |
| ------- | ------------------------------------- | ---- | ---------- | ---- | ---------- | ------------- | --------- | ---- |
| URS     | Europameisterschaft                   | 1984 | Moskau     | URS  |            | Viertelfinale |           |      |
| URS     | Europameisterschaft                   | 1982 | Budapest   | HUN  |            | Gold          |           |      |
| URS     | Jugend-Europameisterschaft (Kadetten) | 1978 | Barcelona  | ESP  | Gold       |               |           | 1    |
| URS     | EURO-TOP12                            | 1984 | Bratislava | TCH  | 11         |               |           |      |
| URS     | EURO-TOP12                            | 1983 | Cleveland  | ENG  | 8          |               |           |      |
| URS     | Weltmeisterschaft                     | 1983 | Tokio      | JPN  | letzte 128 | letzte 16     | letzte 64 | 4    |